# Margaret Donnelly

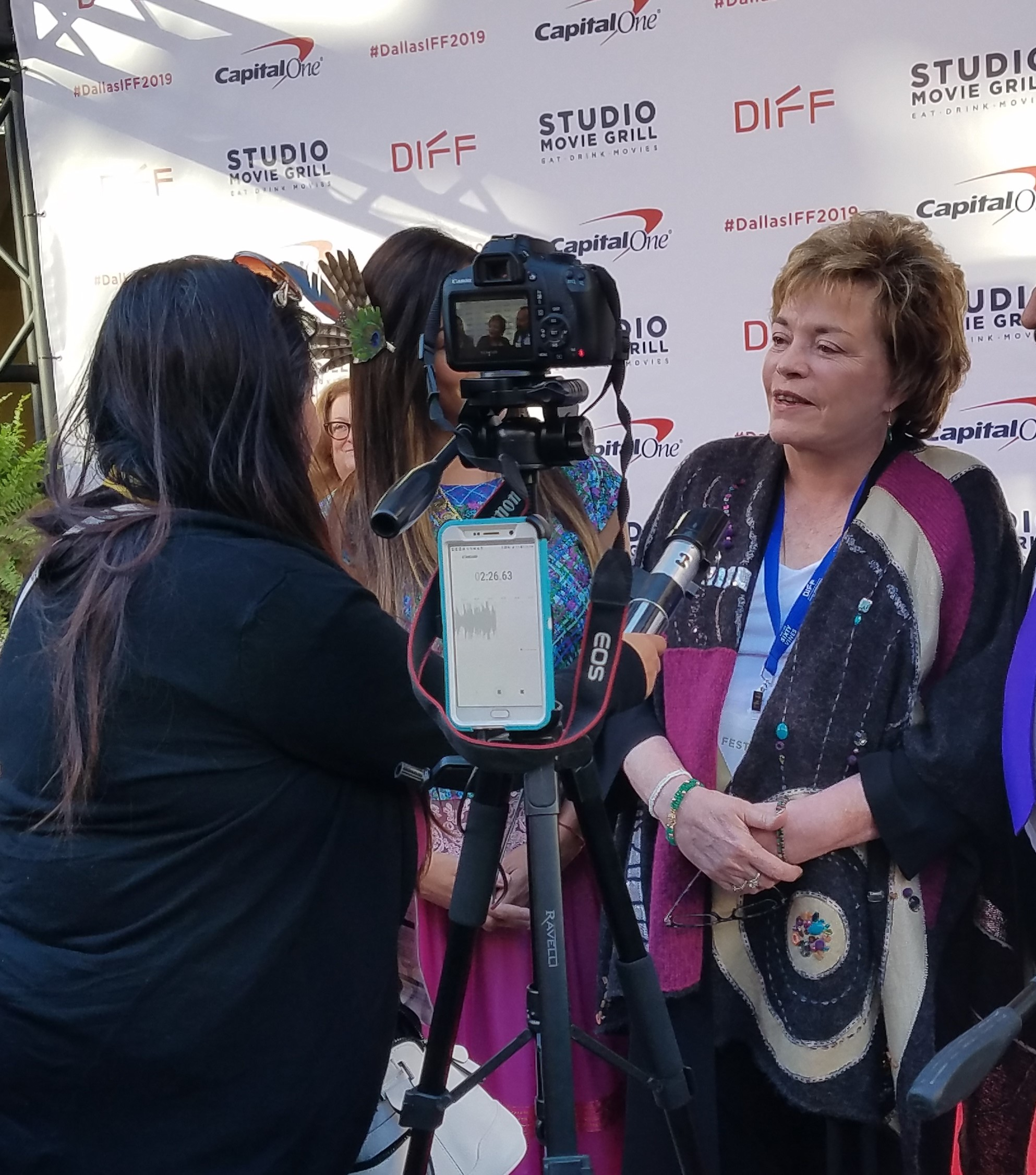
Margaret Donnelly en el estreno mundial de "Corazón de Bolívar" en el Festival Internacional de Cine de Dallas 2019.

Margaret Donnelly (n. el 26 de febrero de 1949) es una abogada de inmigración, activista política y escritora de novelas históricas. Nació en San Tomé, en el estado Estado Anzoátegui, Venezuela y es ciudadana estadounidense. Es doctora en jurisprudencia por la Universidad de Texas en Austin. Fue candidata a la alcaldía de Dallas, Texas en el año 1999. En el 2006, LULAC (League of United Latin American Citizens) le otorgó la Medalla Presidencial al Servicio Comunitario, en reconocimiento a su labor en la comunidad. Es miembro de la barra de abogados de inmigración del estado de Texas desde 1976. Su novela El Canto de los Gallos de Oro (The Song of the Goldencocks)  ganó mención honorífica en la categoría de Novela de ficción histórica de la 9° entrega de los Premios Internacionales del libro latino en Nueva York en el año 2007.

## Actividades de Autora Profesional
- Los Espíritus de Venezuela (The Spirits of Venezuela) – (2005)
- El Canto de los Gallos de Oro (The Song of the Goldencocks) - (2006)
- El Camino del Señor Jaguar (The Path of Lord Jaguar) - (2011)
- El Corazón de Bolívar (Bolivar's Heart) - (2015)
- Trump, Tamales and the American Family - (2020)

Los Espíritus de Venezuela (2005) Ofrece una visión de cómo los venezolanos interactúan con la sabiduría práctica de sus antepasados, la magia de su paisaje y el poder de sus espíritus, y la tenacidad de sus curanderos populares, a través de una dinámica clandestina espiritual.
El Canto de los Gallos de Oro (2006) Esta controvertida novela histórica se publicó por primera vez en 2006 pero se volvió a publicar en 2011. La infiltración de los nazis a través de Argentina después de la Segunda Guerra Mundial trajo la tecnología de escuadrones de la muerte de las SS a América Latina. La historia tiene lugar en Venezuela, basada en lo que varios clientes de alto perfil le dijeron a la autora, es decir, que el neofascismo estaba detrás de la guerra de Augusto Pinochet contra los subversivos en Chile, la Guerra Sucia en Argentina y los escuadrones de la muerte de El Salvador. El libro recibió la Mención de Honor a la Mejor Novela Histórica, de los International Latino Book Awards, patrocinados por Latino Literacy Now, Expo de Libros, 2007.
El Camino del Señor Jaguar (2011) El autor derriba los estereotipos sobre nuestros inmigrantes africanos y latinoamericanos a través de la historia de amor de un hombre maya y una mujer nigeriana que luchan por emigrar a Estados Unidos y, en el proceso, se encuentran cara a cara con el mal en una finca de Preston Hollow en Dallas.
El Corazon de Bolivar (2015) La autora utiliza la versión quechua de lo ocurrido al corazón de Bolívar para llamar la atención sobre importantes cuestiones humanitarias, económicas y políticas que, al día de hoy, siguen teniendo un enorme impacto en la gente del continente americano.
Trump, Tamales y la familia Americana (2020) El primer libro de no ficción de Margaret Donnelly. El libro propone que es hora de aplastar nuestra cultura del miedo y seguir el ejemplo de nuestra generación más grande de la Segunda Guerra Mundial, que construyó economías, exportando paz y prosperidad en todo el mundo. Donnelly también sugiere que debemos invertir en nuestra familia estadounidense, un árbol genealógico con raíces y ramas que se extienden desde la cima de América del Norte hasta el fondo de América del Sur. Es hora de unirse en una cocina metafórica, compartiendo recursos y mano de obra para producir una comida sagrada, tamales, juntos, tal como las familias extendidas de las Américas han estado haciendo durante diez mil años.

## Actividades de Productora Profesional
- Productora Ejecutiva, El Canto de los Gallos de Oro (2020) (Película de 5 episodios) - En esta historia se conjugan eventos económicos, históricos, políticos y sociales, voces verídicas y secretas de los pueblos latinoamericanos y especialmente de los venezolanos, unidos por la realidad que han vivido y sufrido como resultado de gobiernos ineficientes, corruptos y violentos.

- Productora Ejecutiva, Nuestras Américas: Caminos que Unen, Madre Tierra, Héroes Continentales (2020) - Documentales acerca de las conexiones históricas y culturales a través del continente americano.

- Nuestras Américas: Caminos que Unen – Ganador del Lone Star Regional Emmy 2020 como Mejor Documental de Historia/Cultura. - Un recorrido por las rutas y guías espirituales que conectaron civilizaciones antiguas y que aún influyen en las naciones actuales.

## Nombramientos Profesionales, Premios, y Membrecías
- Comisionada - Comisión Asesora de Ética de la Ciudad de Dallas, 2001-2008

- Asesora Legal Externa en Derecho de Inmigración y Nacionalidad- Ministerio de Relaciones Exteriores de México, Consulado General de México en Dallas, 1985-2001

- Profesora, Centro NAFTA - Colegio de Leyes, Southern Methodist University, Dallas, Texas

- Premio, Medalla Presidencial de Servicio Comunitario, LULAC, por Contribuciones a la Comunidad Latina de los Estados Unidos, 2006

- Nominación, Right Livelihood Award, por contribuciones a las personas indígenas de Venezuela, México, y Estados Unidos, 2007

- Lone Star Emmy, ganadora del Lone Star Regional Emmy 2020 como Mejor Documental de Historia/Cultura: Nuestras Americas- Caminos que Unen

- Evvy Award, ganadora del EVVY AWARD 2021 concedido por el Colorado Independent Publishers Association (CIPA), TRUMP, TAMALES AND THE AMERICAN FAMILY, Outskirts Press 2020, como mejor libro en el ámbito de Ciencias Culturales/Sociales